# Lindner SN4
Tramwaj Gottfried-Lindner Tw (SN4) – elektryczny wagon silnikowy zaprojektowany i wyprodukowany na potrzeby sieci tramwajowej w Eberswalde.

## Historia

### Zamówienie tramwajów
Tramwaje Lindner Tw zostały zamówione w 1910 roku na potrzeby powstającej sieci tramwajowej w Eberswalde. Producent, fabryka Gottfried-Lindner A.G. w Ammendorfie wykonała 3 sztuki wagonów silnikowych, oznaczonych od Tw1 do Tw3 (niem. Triebwagen – wagon silnikowy). Jednak jeszcze w tym samym roku eberswaldzki przewoźnik w związku z bardzo dużymi potrzebami przewozowymi, rozszerzył zamówienie o dwa bliźniacze wagony doczepne (Lindner Bw), które oznaczono jako Bw1 i Bw2 (niem. Beiwagen – wagon doczepny).

### Eksploatacja w Eberswalde
Tramwaje zarówno silnikowe jak i doczepne, stosunkowo szybko zostały poddane pierwszym modyfikacjom. W 1916 roku ze względu na uciążliwości związane ze zmianą kierunku jazdy wagonu silnikowego z doczepnym, wóz doczepny Bw2 został przebudowany na wagon silnikowy o numerze Tw4. Pomimo zakupów nowego taboru, kryzys ekonomiczny lat '20 XX wieku spowodował bardzo duże problemy finansowe przewoźnika, przez co większość nowych wagonów została szybko sprzedana, zaś wozy wyprodukowane w 1910 roku wykonywały kursy aż do zawieszenia przewozów tramwajowych w Eberswalde w 1940 roku.

### Eksploatacja w Krakowie
Wozy Tw1-Tw4 oraz Bw1 zostały przetransportowane do Krakowa w 1941 roku w związku z zarządzeniem władz okupacyjnych Krakowa, które zobowiązało niemieckie miasta do przekazania Krakowowi niepotrzebnych wagonów tramwajowych, które mogłyby wspomóc przeciążone, w wyniku godziny policyjnej oraz ograniczeń wobec prywatnych pojazdów, tramwaje. Pojazdy silnikowe oznaczono serią SN4 i numerami od 150 do 153, zaś jedyny wagon doczepny serią PN4 i numerem 546. Wcześniejszym typem wagonów były dostarczone w ramach tego samego dekretu wozy SN3 i PN3 z Norymbergi. Wozy silnikowe z Eberswalde jednak okazały się bardzo niewielkie jak na krakowskie warunki, przez co ich wykorzystanie na linii było epizodyczne i o wiele częściej pełniły funkcje gospodarcze, zaś ich kursy z pasażerami zakończyły się w 1948 roku. Do 1959 roku tramwaje były wykorzystywane w charakterze gospodarczym, tym samym roku wycofano też z eksploatacji wagon doczepny.

## Konstrukcja

### Wagon silnikowy SN4
Wagon silnikowy SN4 był pojazdem o drewnianej konstrukcji pudła, osadzonej na stalowej ramie wagonu połączonej z wózkiem napędowym. Tramwaj był dwukierunkowy, dwustronny, pierwotnie pozbawiony drzwi prowadzących do wnętrza pojazdu, a także posiadał otwarte pomosty. Częściowe ich przeszklenie wykonano w wozie Tw4 podczas jego konwersji na pojazd silnikowy, a w pozostałych wagonach na początku lat '20. Wagon wyposażony był pierwotnie w łyżwowy odbierak prądu, który w Krakowie został początkowo zastąpiony odbierakiem typu lira, w latach '50 wymienionym na pantograf skrzynkowy.

### Wagon doczepny PN4
Wagon doczepny PN4 posiadał konstrukcję bliźniaczą do pojazdu silnikowego, nie był wyposażony jednak w osprzęt elektryczny związany z napędem w postaci silników, nastawników, odbieraka prądu i reflektorów, zaś w celu hamowania zastosowano w nich solenoid zasilany.

## Odbudowa tramwaju
Część wagonów po wycofaniu z eksploatacji zostało przeznaczonych na altanki działkowe, które zostały wykorzystane w ośrodku wczasowym MPK Kraków. Pozwoliło to w 1984 uratować wraz z kilkoma innymi wagonami, zachowany w złym stanie wrak pudła wagonu SN4 #151, dawnego eberswaldzkiego wozu Tw2. Wagon przez wiele lat oczekiwał na odbudowę, ale w drugiej dekadzie XXI wieku rozpoczął się proces rekonstrukcji pojazdu, którego efektem było przywrócenie tramwaju do ruchu w 2015 roku.